# Platydesma
Platydesma là một chi thực vật thuộc họ Rutaceae. Chi này có các loài sau (tuy nhiên danh sách này có thể chưa đủ):
- Platydesma remyi, (Sherff) O.& I. Deg., Sherff & B.C. Stone
- Platydesma spathulata